# وزارة الصحة والحماية الاجتماعية (المغرب)
وزارة الصحة والحماية الاجتماعية هي الوزارة المغربية المكلفة بتنفيذ السياسات الحكومية المتعلقة بصحة المواطنين وقد تأسست في 7 ديسمبر سنة 1955 خلال تأسيس أول حكومة مغربية بعد الاستقلال.

## الهيكل التنظيمي
على غرار الوزارات المغربية الأخرى، تتكون وزارة الصحة من إدارة مركزية تقع في العاصمة الرباط وإدارات جهوية وإقليمية تتوزع على جميع أنحاء التراب الوطني. يعمل الوزير إلى جانب رئيس الديوان، الأمين العام والكاتب العام.
تشتمل وزارة الصحة على عدة مصالح خارجية وهي:
- الكتابة العامة
- المفتشية العامة
- مديرية علم الأوبئة ومحاربة الأمراض

1. قسم الامراض المعدية
2. قسم الامراض غير المعدية
3. قسم المحافظة على البيئة
4. المركز الوطني للحماية من الأشعة
5. المركز المغربي لمحاربة التسمم ولليقظة الدوائية
6. المعهد الوطني الصحي
7. مصلحة الأنكلوجيا
8. المصلحة الإدارية

- مديرية المستشفيات والعلاجات المتنقلة
- مديرية السكان
- مديرية الأدوية والصيدلة
- مديرية التنظيم والمنازعات
- مديرية التجهيزات والصيانة
- مديرية الموارد البشرية
- مديرية التخطيط والموارد المالية

## قائمة الوزراء
| الوزير | الوزير | الوزير              | الحزب | الحزب                  | الحكومة | تواريخ العهدة  | تواريخ العهدة  |
| ------ | ------ | ------------------- | ----- | ---------------------- | --- | -------------- | -------------- |
| 1      |        | عبد المالك فرج      |       | مستقل                  | حكومة البكاي بن مبارك الأولى حكومة البكاي بن مبارك الثانية حكومة أحمد بلافريج                                    | 7 دجنبر 1955   | 25 أكتوبر 1956 |
| 2      |        | يوسف بلعباس         |       | —                      | حكومة عبد الله إبراهيم حكومة محمد الخامس حكومة الحسن الثاني الأولى حكومة الحسن الثاني الثانية                    | 24 دجنبر 1958  | 5 يناير 1963   |
| 3      |        | عبد الكريم الخطيب   |       | الحركة الشعبية         | حكومة الحسن الثاني الثالثة                                                                                       | 5 يناير 1963   | 13 نوفمبر 1963 |
| 4      |        | العربي الشرايبي     |       | —                      | حكومة أحمد بحنيني حكومة الحسن الثاني الرابعة حكومة محمد بنهيمة                                                   | 13 نوفمبر 1963 | 4 غشت 1971     |
| 5      |        | عبد المجيد بلماحي   |       | —                      | حكومة محمد كريم العمراني الأولى                                                                                  | 4 غشت 1971     | 5 أبريل 1972   |
| 6      |        | عبد الرحمان التهامي |       | —                      | حكومة محمد كريم العمراني الثانية حكومة أحمد عصمان الأولى                                                         | 12 أبريل 1972  | 25 أبريل 1974  |
| 7      |        | أحمد رمزي           |       | التجمع الوطني للأحرار  | حكومة أحمد عصمان الأولى                                                                                          | 25 أبريل 1974  | 10 أكتوبر 1977 |
| 8      |        | رحال الرحالي        |       | الحركة الشعبية         | حكومة أحمد عصمان الثانية حكومة المعطي بوعبيد الأولى حكومة المعطي بوعبيد الثانية حكومة محمد كريم العمراني الثالثة | 10 أكتوبر 1977 | 11 أبريل 1985  |
| 9      |        | الطيب بن الشيخ      |       | مستقل                  | حكومة محمد كريم العمراني الرابعة                                                                                 | 11 أبريل 1985  | 11 غشت 1992    |
| 10     |        | عبد الرحيم الهاروشي |       | —                      | حكومة محمد كريم العمراني الخامسة حكومة محمد كريم العمراني السادسة حكومة عبد اللطيف الفيلالي الأولى               | 11 غشت 1992    | 9 نونبر 1993   |
| 11     |        | أحمد العلمي         |       | حزب البيئة والتنمية    | حكومة عبد اللطيف الفيلالي الثانية                                                                                | 27 فبراير 1995 | 13 غشت 1997    |
| 12     |        | عبد اللطيف الكراوي  |       | —                      | حكومة عبد اللطيف الفيلالي الثالثة                                                                                | 13 غشت 1997    | 14 فبراير 1998 |
| 13     |        | عبد الواحد الفاسي   |       | حزب الإستقلال          | حكومة عبد الرحمان اليوسفي الأولى                                                                                 | 14 فبراير 1998 | 6 شتنبر 2000   |
| 14     |        | التهامي الخياري     |       | جبهة القوى الديمقراطية | حكومة عبد الرحمان اليوسفي الثانية                                                                                | 6 شتنبر 2000   | 7 نونبر 2002   |
| 15     |        | محمد الشيخ بيد الله |       | حزب الأصالة والمعاصرة  | حكومة إدريس جطو الأولى حكومة إدريس جطو الثانية                                                                   | 7 نونبر 2002   | شتنبر 2007     |
| 16     |        | ياسمينة بادو        |       | حزب الإستقلال          | حكومة عباس الفاسي                                                                                                | 15 أكتوبر 2007 | 3 يناير 2012   |
| 17     |        | الحسين الوردي       |       | حزب التقدم والإشتراكية | حكومة بنكيران الأولى حكومة بنكيران الثانية                                                                       | 3 يناير 2007   | 22 يناير 2018  |
| 18     |        | أنس الدكالي         |       | حزب التقدم والاشتراكية | حكومة العثماني الأولى                                                                                            | 22 يناير 2018  | 9 أكتوبر 2019  |
| 19     |        | خالد آيت الطالب     |       | مستقل                  | حكومة العثماني الثانية                                                                                           | 9 أكتوبر 2019  | 7 أكتوبر 2021  |
| 20     |        | نبيلة الرميلي       |       | التجمع الوطني للأحرار  | حكومة عزيز أخنوش                                                                                                 | 7 أكتوبر 2021  | 14 أكتوبر 2021 |
| 21     |        | خالد آيت الطالب     |       | مستقل                  | حكومة عزيز أخنوش                                                                                                 | 14 أكتوبر 2021 | -              |